# 高崎ひとみ
髙崎 ひとみ（たかさき ひとみ、1986年7月12日 - ）は山口県出身のバスケットボール選手である。ポジションはGF。

## 人物
小学校でバスケを始め、高校は地元の名門誠英高校（入学時は三田尻女子高校）に進学。1年から全国大会に出場。国体ではベスト8を経験する。
卒業後はアイシンAWに入社。ルーキーシーズンはシックスウーメン要員ながらWリーグ昇格に貢献。
2シーズン目にWリーグで先発出場を果たし、以降先発の機会は増加していった。
バレーボール選手の井野亜季子は高校の同期。
2016年退団。

## 経歴
- 誠英高校（旧三田尻女子）  - アイシン・エィ・ダブリュ（2005年〜2016年）

## 参照
1. ↑  “女子バスケットボール部　引退者について”.   アイシン・エィ・ダブリュ ウィングス (2016年6月1日). 2016年6月1日閲覧。